# Tetraedrit
Tetraedrit, seit 2019 genauer Tetraedrit-(Zn), ist ein häufig vorkommendes Mineral aus der Mineralklasse der „Sulfide und Sulfosalze“ mit der idealisierten chemischen Zusammensetzung Cu6(Cu4Zn2)Sb4S13. Strukturell zählt Tetraedrit zu den kupfer- und silberreichen Sulfosalzen.
Tetraedrit kristallisiert im kubischen Kristallsystem und entwickelt meist stahlgraue bis schwarze Kristalle in Tetraederform, kommt aber auch in Form körniger bis derber Mineral-Aggregate vor.
Mit Tennantit und Freibergit bildet Tetraedrit eine lückenlose Mischreihe, deren Mischkristalle und Endglieder zusammen mit weiteren verwandten Mineralen unter der Bezeichnung Fahlerz zusammengefasst werden.

## Etymologie und Geschichte
Tetraedrit war ursprünglich unter der bergmännischen Bezeichnung dunkles Fahlerz beziehungsweise Schwarzerz (im Gegensatz zum lichten Fahlerz Tennantit) bekannt. Da es sich bei den Fahlerzen um verschiedene Minerale handelt, wurde später auch nach der Zusammensetzung unterschieden und Tetraedrit entsprechend als Antimonfahlerz bezeichnet.
Seinen bis heute gültigen Namen Tetraedrit erhielt das Mineral 1845 durch Wilhelm von Haidinger, der es nach seiner häufig auftretenden und damit charakteristischen Kristallform benannte.

## Klassifikation
In der veralteten 8. Auflage der Mineralsystematik nach Strunz gehörte Tetraedrit zur Mineralklasse der „Sulfide und Sulfosalze“ und dort zur Abteilung der „Sulfide mit M : S = 1 : 1“, wo er zusammen mit Freibergit und Tennantit sowie mit dem ehemals als Annivit bekannten und 2008 diskreditierten Bi-Tetraedrit die „Tennantit-Reihe“ mit der System-Nr. II/B.05 bildete.
Im Lapis-Mineralienverzeichnis nach Stefan Weiß, das sich aus Rücksicht auf private Sammler und institutionelle Sammlungen noch nach dieser alten, allerdings überarbeiteten und aktualisierten, Form der Systematik von Karl Hugo Strunz richtet, erhielt das Mineral die System- und Mineral-Nr. II/C.11-40. In der „Lapis-Systematik“ entspricht dies der Abteilung „Sulfide mit Metall : S,Se,Te ≈ 1 : 1“, wo Tetraedrit als Namensgeber die „Tetraedritgruppe“ mit den weiteren Mitgliedern Annivit, Argentotennantit, Argentotetraedrit, Chaméanit, Freibergit, Giraudit, Goldfieldit, Hakit, Mgriit und Tennantit bildet (Stand 2018).
Die seit 2001 gültige und von der International Mineralogical Association (IMA) bis 2009 aktualisierte 9. Auflage der Strunz’schen Mineralsystematik ordnet den Tetraedrit dagegen in die neu definierte Abteilung der „Sulfarsenide, Sulfantimonide und Sulfbismutide“ ein. Diese ist zudem weiter unterteilt nach der Kristallstruktur, so dass das Mineral entsprechend seinem Aufbau in der Unterabteilung „Insel-Sulfarsenide (Neso-Sulfarsenide) usw., mit zusätzlichem Schwefel (S)“ zu finden ist, wo es zusammen mit Argentotennantit, Argentotetraedrit, Freibergit, Giraudit, Goldfieldit, Hakit und Tennantit die „Tennantitgruppe“ mit der System-Nr. 2.GB.05 bildet.
Auch die vorwiegend im englischen Sprachraum gebräuchliche Systematik der Minerale nach Dana ordnet den Tetraedrit in die Klasse der „Sulfide und Sulfosalze“ und dort in die Abteilung der „Sulfidminerale“ ein. Hier ist er als Namensgeber der „„Tetraedritgruppe (Isometrisch: I43m)““ mit der System-Nr. 03.03.06 und den weiteren Mitgliedern Tennantit, Freibergit, Hakit, Giraudit, Goldfieldit und Argentotennantit innerhalb der Unterabteilung „Sulfosalze mit dem Verhältnis 3 < z/y < 4 und der Zusammensetzung (A+)i(A2+)j[ByCz], A = Metalle, B = Halbmetalle, C = Nichtmetalle“ zu finden.
2019 wurde die Tetraedritgruppe nach Beschluss durch die IMA/CNMNC neu definiert (interne Eingangs-Nr. der IMA: 18-K). Die allgemeine Formel der chemischen Zusammensetzung ist

M(2)A6M(1)(B4C2)Σ6X(3)D4S(1)Y12S(2)Z (Z = 2). Die einzelnen Platzhalter können durch folgende Elemente besetzt werden:
- A= Cu+, Ag+, □
- B= Cu+, Ag+
- C= Zn2+, Fe2+, Hg2+, Cd2+, Mn2+, Cu2+, Cu+, Fe3+
- D= Sb3+, As3+, Bi3+, Te4+
- Y= S2−, Se2−
- Z= S2−, Se2−, □

Auf der Basis der A-, B-, D- und Y-Bestandteile wird die Gruppe weiter unterteilt in die Tetraedrit-, Tennantit-, Freibergit-, Hakit- und Giradit-Serie, wobei die Art des dominanten C-Bestandteils unter Verwendung eines durch Bindestriche getrennten und in Klammern gesetzten Suffix angegeben wird. Aktuell enthält die Tetraedritgruppe 11 von der IMA anerkannte Minerale: Argentotennantit-(Zn), Argentotetraedrit-(Fe), Kenoargentotetraedrit-(Fe), Giraudit-(Zn), Goldfieldit, Hakit-(Hg), Rozhdestvenskayait-(Zn), Tennantit-(Fe), Tennantit-(Zn), Tetraedrit-(Fe) und Tetraedrit-(Zn). Darüber hinaus wird Annivit formal diskreditiert.

## Kristallstruktur
Tetraedrit kristallisiert kubisch in der Raumgruppe I43m (Raumgruppen-Nr. 217) mit dem Gitterparameter a = 10,36 Å sowie 2 Formeleinheiten pro Elementarzelle.

## Eigenschaften

### Chemische und physikalische Eigenschaften
In sehr dünnen Schichten wie beispielsweise bei Dünnschliffen ist vor allem arsenhaltiger Tetraedrit kirschrot durchscheinend mit einem Brechungsindex von n852 nm = 2,92 bis 3,12. Auch die Strichfarbe ist aus diesem Grund veränderlich. Der zunächst schwarze Strich wird beim Feinreiben rotbraun. Ein häufig vorkommender Überzug aus Chalkopyrit kann eine gelbe Farbe vortäuschen.
Im Gegensatz zu dem sehr ähnlich aussehenden Tennantit zeigt frisch gebrochener Tetraedrit eine hellere Bruchfläche, die aber nach einiger Zeit schwarz anläuft.
Tetraedrit löst sich in Salpetersäure unter Ausscheidung von Schwefel und Antimon(III)-oxid auf. In Königswasser zersetzt er sich vollständig.
Vor dem Lötrohr ist das Mineral leicht schmelzbar, wobei sich eine graue Kugel bildet. Nach dem Rösten reagiert es mit Kupfer und meist auch mit Eisen.

### Morphologie

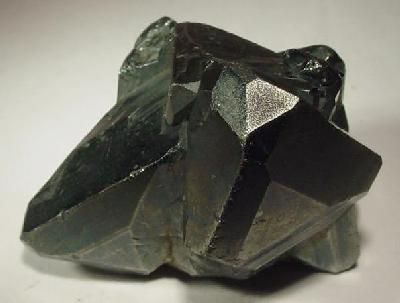
Durchdringungszwilling aus Colquechaca, Chayanta, Potosí, Bolivien

Tetraedrit bildet oft flächenreiche und gut ausgebildete Kristalle mit deutlicher bis nahezu perfekter Tetraederform. Auch Durchdringungszwillinge nach {111} sind häufig zu finden. Bei idealer Durchdringung schauen die Spitzen des einen Tetraeders jeweils mittig ein Stück weit aus den Flächen des anderen Tetraeders heraus.

## Varietäten

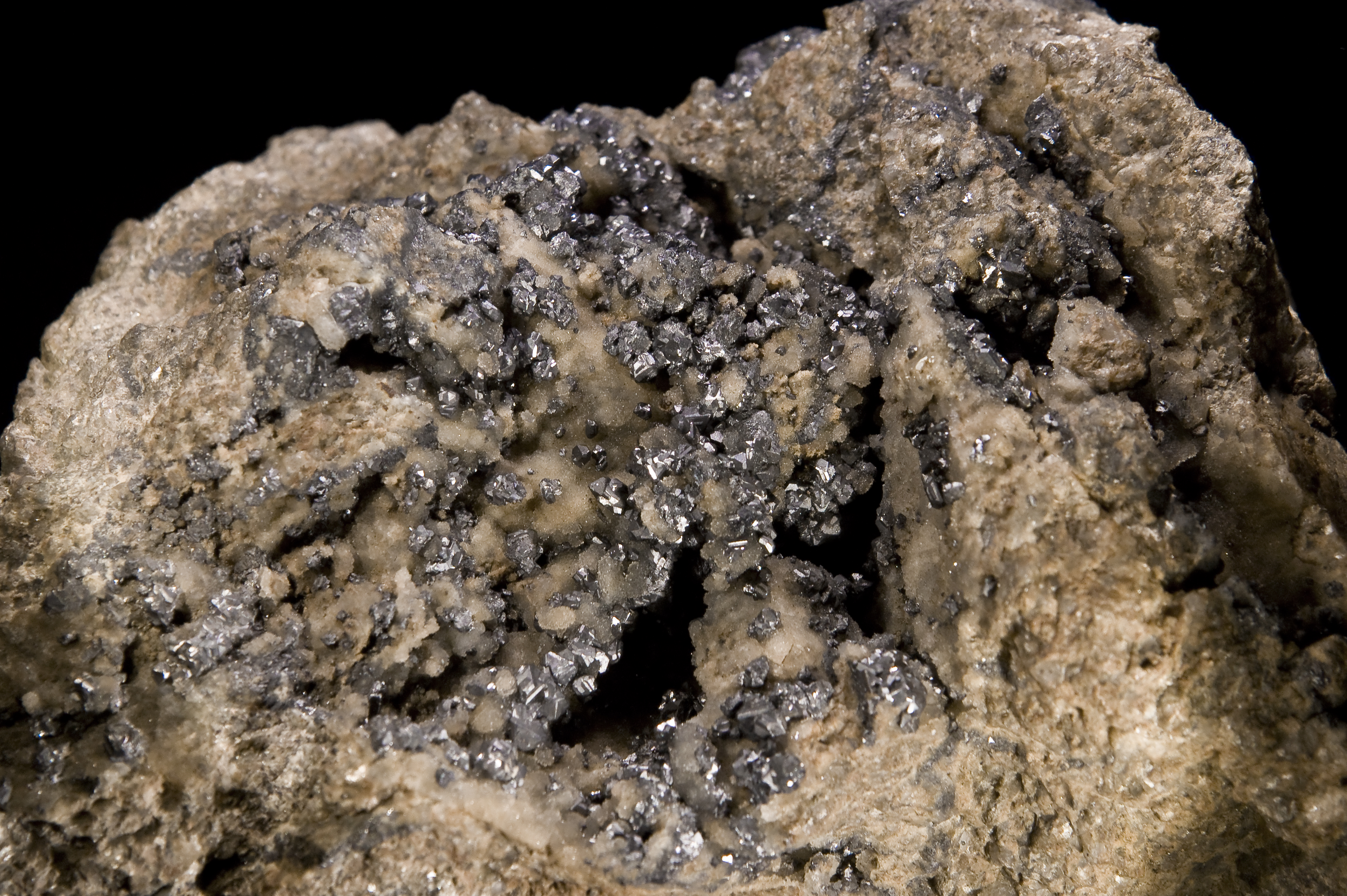
Schwazit (Schwatzit) aus Kirchheimbolanden, Rheinland-Pfalz (Gesamtgröße der Probe 10 cm × 6 cm)

Als Schwazit oder auch Schwatzit wird eine quecksilberhaltige Varietät von Tetraedrit bezeichnet. Diese wurde 1872 durch Gustav Untchj bei der Untersuchung der Fahlerze in Tirol beschrieben. Das Material zur Analyse von Schwazit soll nach Untchj nicht direkt aus der Umgebung des namensgebenden Ortes Schwaz, sondern aus einem Bergwerk am Kogel bei Brixlegg (in der Originalbeschreibung Brixleck, siehe dazu auch Schwazer Bergbau) und galt als ausgezeichnetes Quecksilberfahlerz. Bekannt war diese Varietät allerdings schon länger unter verschiedenen Bezeichnungen. Den Namen Quecksilberfahlerz prägte 1847 Ernst Friedrich Glocker, aber bereits 1816 führte August Breithaupt es als Merkurfahlerz nach der lateinischen Bezeichnung für Quecksilber, gab ihm 1866 aber auch den Namen Hermesit nach dem griechischen Gott Hermes (römisch Merkur). Zeitgleich bezeichneten es 1853 schließlich Franz von Kobell als Spaniolith und Gustav Adolf Kenngott als Schwatzit, wobei letztere Bezeichnung sich durchsetzte. Das Fahlerz aus der Umgebung von Schwaz wurde erstmals 1849 durch H. Weidenbusch analysiert, der in dem Material einen Quecksilbergehalt von 15,57 Gew.-% maß. Allerdings soll Schwazit bis zu 17 Gew.-% enthalten können.

## Bildung und Fundorte

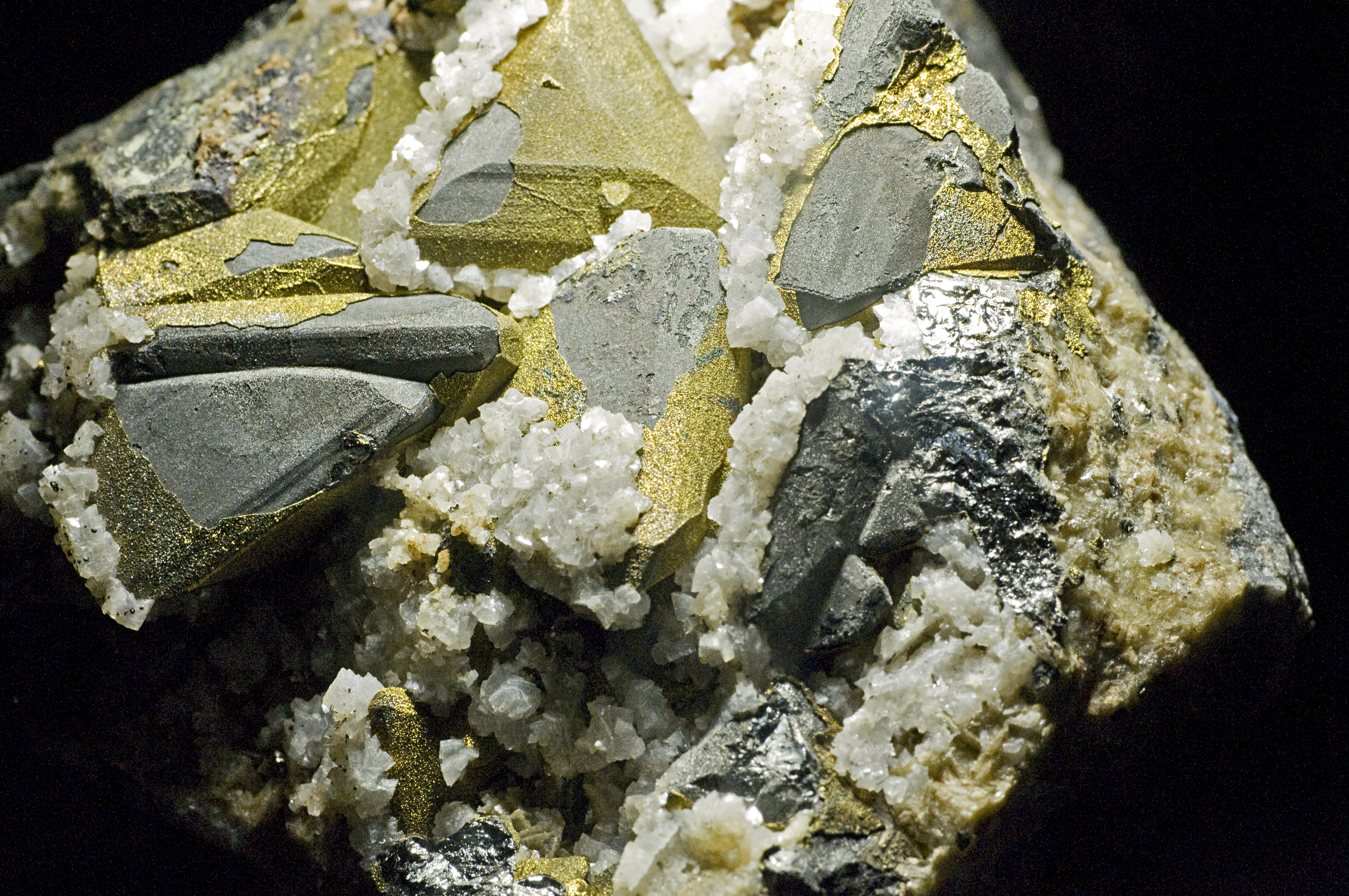
Tetraedrit mit Chalkopyrit (Kupferkies) überwachsen

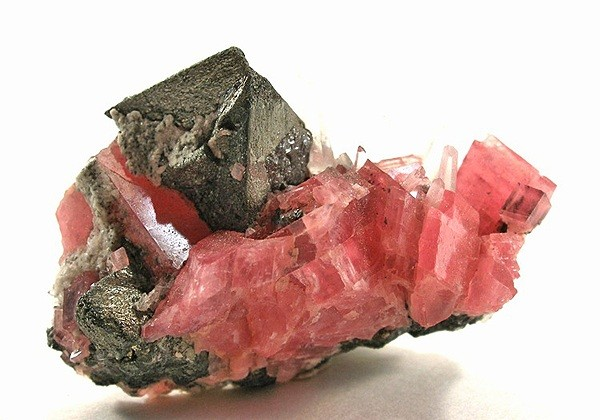
Tetraedrit (ca. 1,5 cm großer Kristall) mit rosa Rhodochrosit und kleinen Quarznadeln (Hintergrund)

Gewöhnlich bildet sich Tetraedrit in hydrothermalen niedrig- bis mittelgradigen Gängen, aber auch in kontaktmetamorphen Lagerstätten, wo das Mineral unter anderem mit Arsenopyrit, Akanthit, Baryt, Bornit, Calcit, Chalkopyrit, Dolomit, Fluorit, Galenit, Pyrit, Quarz, Siderit und Sphalerit vergesellschaftet auftritt.
Als häufige Mineralbildung ist Tetraedrit an vielen Fundorten anzutreffen, wobei bisher fast 6700 Fundorte dokumentiert sind (Stand 2024).
In Deutschland trat das Mineral bisher unter anderem in einigen Gruben nahe Freudenstadt in Baden-Württemberg, in einigen Bergwerken und Steinbrüchen im bayerischen Fichtelgebirge und der Oberpfalz, in vielen Gruben bei Sankt Andreasberg, Clausthal-Zellerfeld und Bad Lauterberg und weiteren Orten im Harz von Hessen bis Sachsen-Anhalt sowie in vielen Bergwerken und Zechen nahe Fischelbach und im Bensberger Erzrevier in Nordrhein-Westfalen zutage. Daneben wurde Tetraedrit noch an vielen Orten in der Eifel und im Siegerland in Rheinland-Pfalz und im sächsischen Erzgebirge gefunden.
In Österreich fand man Tetraedrit vor allem in Kärnten, im Salzburger Land, der Steiermark und Tirol.
In der Schweiz kennt man das Mineral unter anderem aus dem Val d’Anniviers im Kanton Wallis. Auch in einigen Gruben im Kanton Graubünden fand man Tetraedrit.
Bekannt aufgrund außergewöhnlicher Tetraedritfunde Anzen und Irazein im französischen Teil der Pyrenäen, wo bis zu 25 cm große Kristalle zutage gefördert wurden. Gut entwickelte Kristall-Aggregaten bis etwa 7 cm Größe fand man in der „Mercedes Mine“ bei Huallanca in der peruanischen Region Huánuco.
Weitere Fundorte liegen unter anderem in Ägypten, Algerien, Antarktis, Argentinien, Armenien, Äthiopien, Australien, Belgien, Bolivien, Bosnien und Herzegowina, Brasilien, Bulgarien, Burkina Faso, Chile, China, Deutschland, Ecuador, Eritrea, Fidschi, Finnland, Frankreich, Französisch-Guinea, Ghana, Griechenland, Grönland, Honduras, Indien, Indonesien, Iran, Irland, Isle of Man, Italien, Japan, Kanada, Kanalinseln, Kasachstan, Kirgisistan, Kolumbien, Nord- und Südkorea, Kosovo, Kuba, Madagaskar, Marokko, Mexiko, Mongolei, Namibia, Neuseeland, Niederlande, Nordmazedonien, Norwegen, Österreich, Papua-Neuguinea, Peru, Philippinen, Polen, Portugal, Rumänien, Russland, Saudi-Arabien, Schweden, Schweiz, Serbien, Simbabwe, Slowakei, Slowenien, Spanien, Südafrika, Tadschikistan, Taiwan, Tschechien, Tunesien, Türkei, Ukraine, Ungarn, Usbekistan, Venezuela, dem Vereinigten Königreich (UK) und den Vereinigten Staaten von Amerika (USA).
Auch in Gesteinsproben vom Juan-de-Fuca-Rücken, genauer aus dem dortigen Escanaba-Tal des Gorda-Rückens im Pazifischen Ozean wurde Tetraedrit gefunden.

## Verwendung
Wie alle Fahlerze ist auch der Tetraedrit ein wichtiges Erz zur Gewinnung von Kupfer, dessen Anteil bei reinem Tetraedrit bei etwa 34,8 % liegt.